# خفاش (فیلم ۱۳۷۶)
خفاش فیلمی به کارگردانی علی اصغر شادروان و نویسندگی سیمین بازرجانی، علی اصغر شادروان محصول سال ۱۳۷۶ است.

## بازیگران
- بیژن امکانیان
- ژاله صامتی
- پریسا شاهنده
- هوشنگ منصورخاکی
- رامبد شکرآبی
- محمدباقر رشیدی
- مجید سعیدی
- حسین معلومی
- نرگس صفدریان
- پروانه افزاچی
- اسماعیل رسولی
- خسرو کرمی
- علیرضا مقتدر
- مجید زنگنه
- حمیدرضا مالکی
- محمد شادکی